# فورد فیستا آراس دبلیوآرسی
فورد فیستا آراس دبلیوآرسی خودرو رالی جهانی است که توسط تیم رالی جهانی فورد (Ford World Rally Team) و شرکت ام-اسپرت، زیرمجموعه فورد اروپا، برای استفاده در مسابقات رالی قهرمانی جهان در سال‌های ۲۰۱۱ تا ۲۰۱۶ ساخته شد. این خودرو بر پایه مدل جاده‌ای فورد فیستا طراحی شده و جایگزین فورد فوکوس آراس دبلیوآرسی شده است که از سال ۱۹۹۹ در نسخه‌های مختلف به رقابت پرداخته بود. 
این خودرو بر اساس قوانین جدید خودروهای رالی جهانی برای سال ۲۰۱۱ طراحی شده که از مقررات خودروهای سوپر ۲۰۰۰ الهام گرفته بود، اما به جای استفاده از موتور ۲ لیتری موتور تنفس طبیعی موجود در خودروهای سوپر ۲۰۰۰، از موتور توربوشارژر ۱.۶ لیتری (موتور توربوی ۱.۶ لیتری EcoBoost فورد) استفاده می‌کند. همچنین، فورد و تیم ام-اسپرت در ابتدای سال ۲۰۱۰ نسخه سوپر ۲۰۰۰ از فورد فیستا را معرفی کردند که پایه‌ای برای خودروهای دبلیوآرسی به شمار می‌رود.